# Niviventer culturatus
Niviventer culturatus és una espècie de mamífer rosegador de la família dels múrids. És endèmica de Taiwan, on viu a altituds d'entre 2.000 i 3.000 msnm. El seu hàbitat natural són els boscos primaris. És una espècie en risc mínim, és a dir, no sembla que hi hagi cap amenaça significativa per a la seva supervivència. El seu nom específic, culturatus, significa ‘culte’ en llatí.